# 荣独山
荣独山（1901年—1988年），又名宝严，男，江苏无锡人，中国放射医学家，曾任上海医科大学教授、博士生导师。